# La fidanzata
La fidanzata är en låt från den italienska hiphopduon Articolo 31 skriven av J-Ax, DJ Jad, Liri och Gulmar. Låten ingår i skivan Nessuno, släppt 1998, året efter att låten skrevs.
I refrängen sjungs en bit av låten Mamma mi ci vuole la fidanzata från 1942 av Natalino Otto. För att låta mer som originalet, således mer ålderdomlig, är låten producerad likt gamla vinylskivor.
Låten nådde som bäst plats 20 på Italiens singellista..

## Diskografi
CD Promo
1. La fidanzata

CD Singel
1. La fidanzata
2. La fidanzata (instrumentalversion)